# Euproctis innupta
Euproctis innupta är en fjärilsart som beskrevs av Collenette 1932. Euproctis innupta ingår i släktet Euproctis och familjen tofsspinnare. Inga underarter finns listade i Catalogue of Life.